# Scarinish
Scarinish är den största orten på ön Tiree, Argyll and Bute, Skottland. Byn är belägen 22 km från Arinagour. Det finns en färja till Oban och Coll. Orten hade 103 invånare år 1961.